# Ceratobuliminoidea
Super-famille
Les Ceratobuliminoidea constituent une super-famille de foraminifères, de la classe des Globothalamea.

## Liste de familles et genres
Selon World Register of Marine Species (24 avril 2016), Ceratobuliminoidea comprend :
- famille des Ceratobuliminidae Cushman, 1927

- - sous-famille des Ceratobulimininae Cushman, 1927
    - genre Cancrisiella Dain, 1980 †
    - genre Ceratobulimina Toula, 1915
    - genre Ceratobuliminoides Parr, 1950
    - genre Ceratocancris Finlay, 1939
    - genre Ceratolamarckina Troelsen, 1954 †
    - genre Cerobertinella Myatlyuk, 1980 †
    - genre Lamarckina Berthelin, 1881
    - genre Paulina Grigyalis, 1977 †
    - genre Roglicia Bellen, 1941 †
    - genre Rubratella Grell, 1958
    - genre Saintclairoides McCulloch, 1981
    - genre Vellaena Srinivasan, 1966 †
    - genre Zelamarckina Collen, 1972 †

  - sous-famille des Reinholdellinae Seiglie & Bermúdez, 1965
    - genre Chalilovella Poroshina, 1985 †
    - genre Lamarckella Kaptarenko-Chernousova, 1956 †
    - genre Pseudolamarckina Myatlyuk, 1959 †
    - genre Pseudosiphoninella Poroshina, 1986 †
    - genre Reinholdella Brotzen, 1948

- famille des Epistominidae Wedekind, 1937
  - sous-famille des Epistomininae Wedekind, 1937
    - genre Epistomina Terquem, 1883 †
    - genre Epistominita Grigyalis, 1960 †
    - genre Mironovella Dain, 1970 †
    - genre Pseudoepistominella Kuznetsova, 1958 †
    - genre Rectoepistominoides Grigyalis, 1960 †

  - sous-famille des Epistominoidinae Saidova, 1981 †
    - genre Epistominoides Plummer, 1934 †

  - sous-famille des Garantellinae Grigyalis, 1977 †
    - genre Garantella Kaptarenko-Chernousova, 1956 †
    - genre Sublamarckella Antonova, 1958 †
    - genre Hoeglundina Brotzen, 1948